# Nikon D1

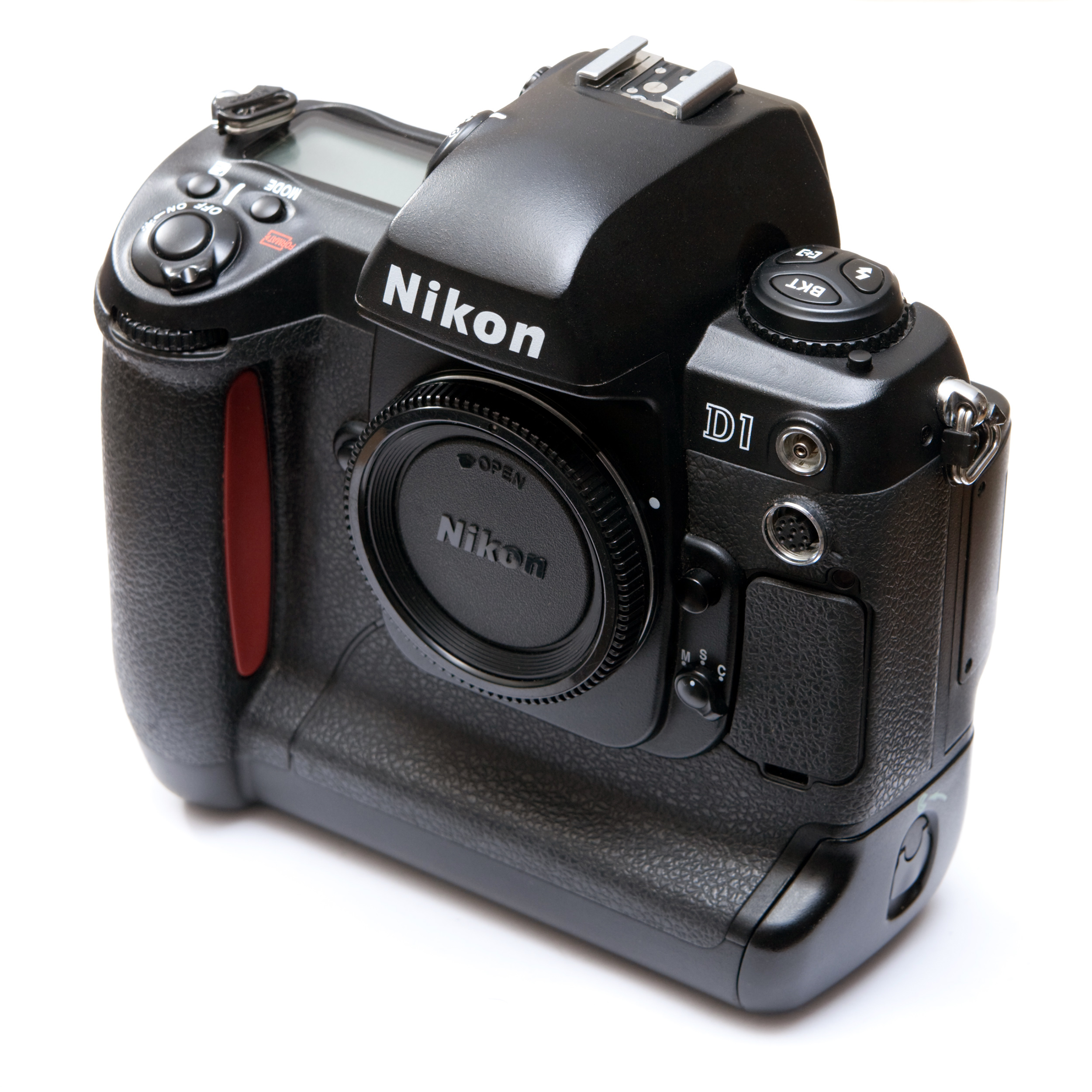
Nikon D1

La Nikon D1 es una cámara réflex digital fabricada por Nikon. Lanzada al mercado el 15 de junio de 1999, es la primera cámara réflex digital concebida totalmente por Nikon.
Integra un sensor de 2,7 megapíxeles en formato Nikon DX, un modo ráfaga de 4,5 imágenes por segundo y acepta la línea de objetivos Nikkor con montura F. El cuerpo se parece mucho al de la F5 y tiene prácticamente la misma disposición de los controles, permitiendo a los usuarios de cámaras fotográficas Nikon analógicas mono-objetivo pasar a ser productivos rápidamente.
Es la primera cámara fotográfica digital que podía reemplazar de verdad a una cámara analógica de 35 mm para el bien de los fotógrafos profesionales, especialmente para el periodismo y el deporte.

## D1H y D1X

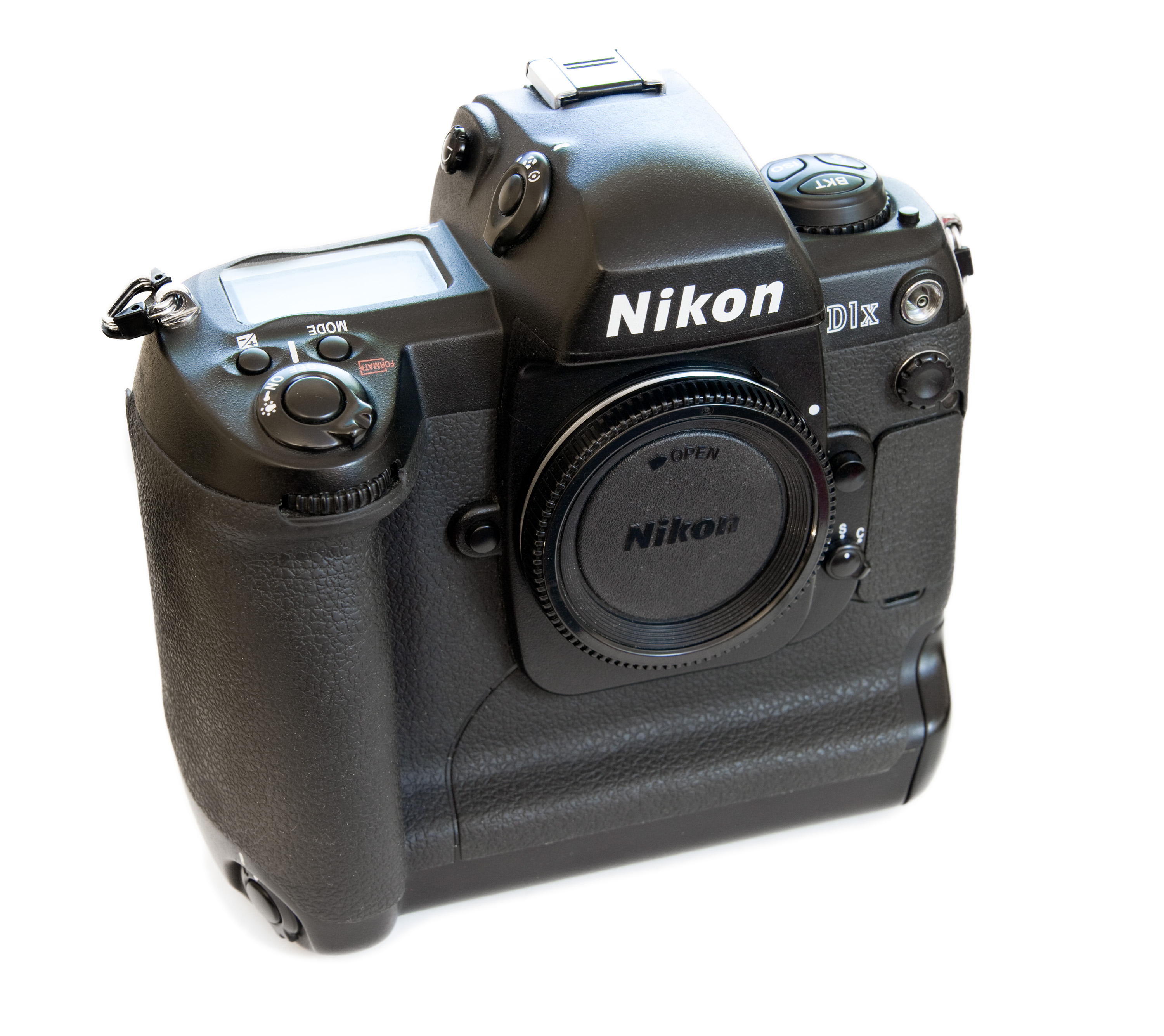
Nikon D1X

El modelo D1 fue reemplazado por los modelos D1H y D1X el 5 de febrero de 2001.
El modelo D1X ofrecía una resolución más elevada con un sensor de 5,3 megapíxeles (3008 x 1960) y un modo ráfaga de 3 imágenes por segundo con 9 vistas consecutivas. Con respecto a esta la D1H estaba orientada a la fotografía de acción, conservando un sensor de 2,7 megapíxeles, pero ofreciendo un modo ráfaga de 5 imágenes por segundo y hasta 40 imágenes consecutivas.